# Bulbothrix setschwanensis
Bulbothrix setschwanensis är en lavart som först beskrevs av Alexander Zahlbruckner, och fick sitt nu gällande namn av Hale. Bulbothrix setschwanensis ingår i släktet Bulbothrix och familjen Parmeliaceae.   Inga underarter finns listade i Catalogue of Life.